# Tylstrup
Tylstrup – miasto w Danii, w regionie Jutlandia Północna, w gminie Aalborg.